# Le 27e jour

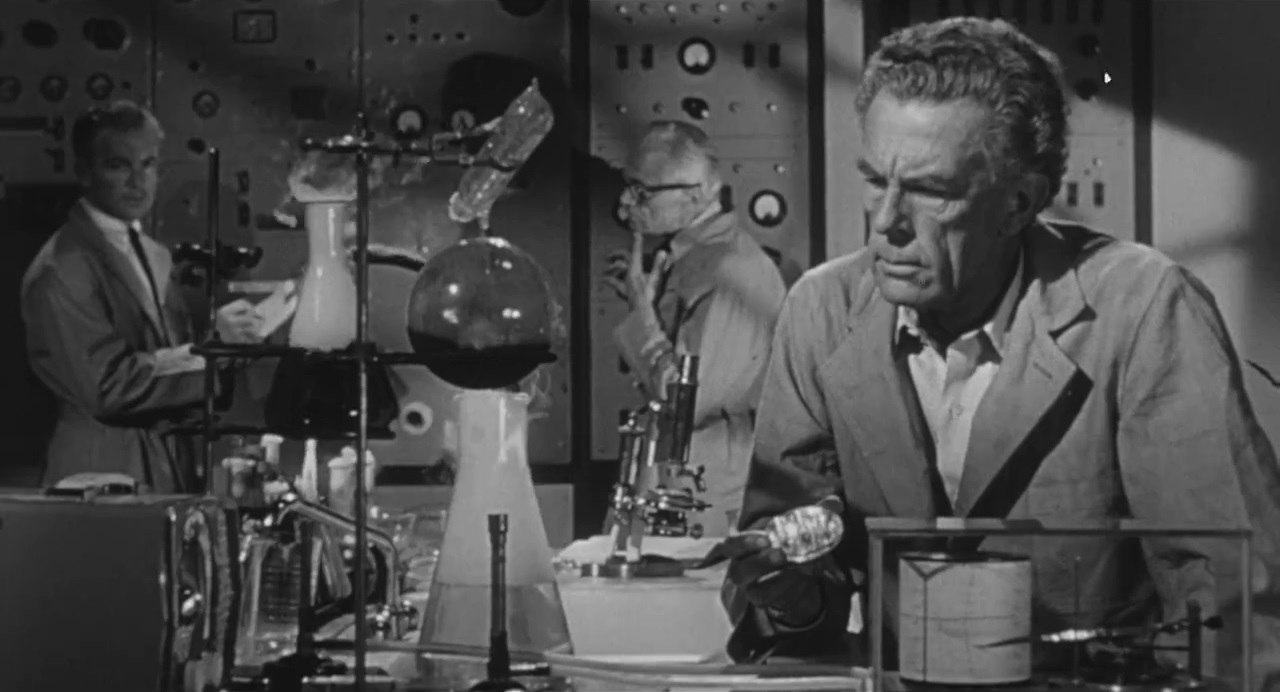
Friedrich von Ledebur dans une scène du film.

Le 27e jour (The 27th Day) est un film américain de science-fiction réalisé par William Asher, sorti en 1957.

## Fiche technique
- Titre original : The 27th Day
- Réalisation : William Asher
- Scénario : John Mantley, Robert M. Fresco (non crédité) d'après le roman The 27th Day de John Mantley paru en 1956.
- Productrice : Helen Ainsworth
- Photographie : Henry Freulich
- Effets spéciaux : Ray Harryhausen
- Montage : Jerome Thoms
- Décors : Frank Tuttle
- Musique : Mischa Bakaleinikoff (compositeur et chef d'orchestre)
- Distributeur : Columbia Pictures
- Durée : 75 minutes
- Date de sortie : juillet 1957

## Distribution
- Gene Barry : Jonathan Clark

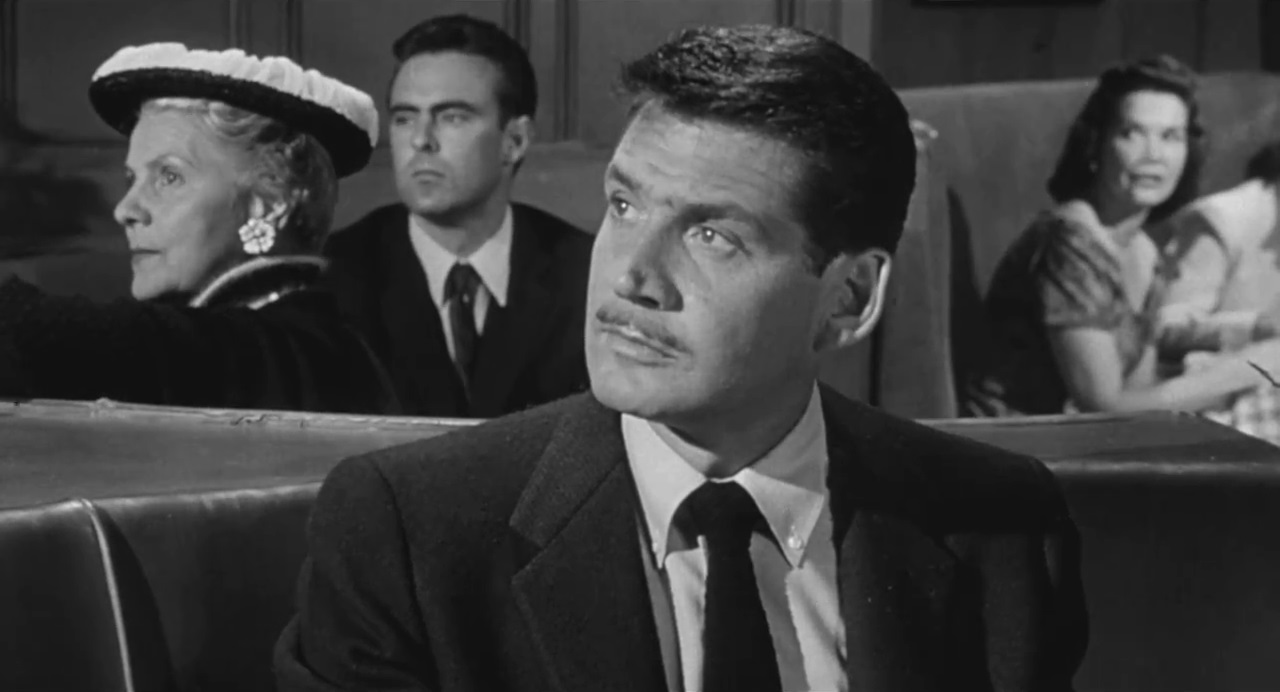
Gene Barry dans la bande annonce du film.

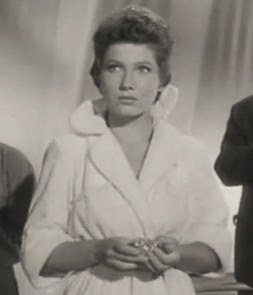
Valérie French dans la bande annonce du film.

- Valerie French : Evelyn "Eve" Wingate
- George Voskovec : Professor Klaus Bechner
- Azemat Janti : Ivan Godofsky
- Arnold Moss : The Alien
- Stefan Schnabel : The Soviet General
- Paul Frees : Ward Mason
- Maria Tsien : Su Tan
- Ralph Clanton : 	Mr. Ingram
- Friedrich von Ledebur : Dr. Karl Neuhaus
- Theo Marcuse : Col. Gregor
- Paul Birch : L'Amiral
- Emil Sitka : The Newsboy

## Production
Le film réutilise certains plans du film Les soucoupes volantes attaquent (Earth vs. the Flying Saucers) sorti en 1956.